# Maribská ofenzíva
Maribská ofenzíva (též bitva o Marib) je probíhající bitva v občanské válce v Jemenu. Jedná se o nejrozsáhlejší operaci války od bitvy o Aden v roce 2015. Probíhá na území guvernorátů Marib, Al-Jaws, Al Bayda a Shabwah. Boje zde probíhají de facto již od roku 2015, ovšem začátek nejtvrdších bojů se datuje do ledna 2020, kdy 18. 1. došlo k útoku na cvičiště vládních vojáků, z nichž 111 zahnulo. 29. února pak zahájili Hútíové ofenzívu v Al-Jaws a bitva se tím rozjela naplno.

## Průběh

### Maribská ofenzíva
V listopadu 2017 popisoval situaci v Maribu The New York Times jako „relativně klidnou“.
18. ledna 2020 došlo k náletu dronů a balistických raket na vojenskou základnu vlády v Maribu, při kterém zahynulo 111 vojáků a pět civilistů, 148 lidí bylo zraněno.
21. června si Hútíové prorazili cestu v guvernorátu Al-Bayda. Jejich cílem bylo dobýt oblast mahilia a zaútočit na Marib z jihu. 30. července Hútíové postoupili na severu Al-Baydy a jihu Maribu.
12. srpna hlásili Hútíové postup na jihovýchodě Maribu proti ISIS a Al-Kájdě a na jihozápadu proti saúdské koalici.1. září hlásili Hútíové další postup v okresech Mahiliya, Al-Aqabah, Al-Mohalil Market, pohoří Murad a vesnicích Ghubayad a Asha. 7. září se Hútíové dále přiblížili k městu Marib.
Na konci září bitva dostala charakter opotřebovávací války.
8. října Hútíové oznámili další postup na severu provincie Marib a okolo základny Al-Khanjar v Al-Jawf.
13. listopadu Hútíové tvrdili, že dobyli základnu Mas po třech předešlých útocích. Mohli tím dobýt okresy Raghwan a Midghwal. 22. prosince Hútíové sestřelili saúdský dron CH-4B.
7. února 2021 Hútíové onbovili útok. Následující den měli zahájit novou ofenzívu, boje probíhaly 10 km západně od Maribu. 12. února Hútíové sestřelili další CH-4.
16. února udělali Hútíové další velký postup, dobyli vesnice al-Zour a al-Hamajira a oblast hor Himar, 11 km od města. 18. února měli Hútíové dobýt Maribskou přehradu, al-Balaq, Dahwan, hory Athaf, Kholan a další území. Získáním Maribské přehrady mohli Hútíové ostřelovat jižní silnici do Maribu. Později se však odtud stáhli. 22. února docházelo k bojům 20 km od města.

### Bitva o Marib: únor – květen 2021
23. února jemenské lokální zdroje řekly, že město bude obklíčeno ze tří směrů.
2. března po drsných bojích na předměstích Hútíové dobyli základnu Sahn al-Jan v Maribu. O den později drželi 10 z čtrnácti okresů provincie Marib. 4. března zahájila vládní vojska ofenzívu v Taiz s cílem odklonit povstalce z jiných bojišť. 8. března Hútíové dosáhli severní hranice města.
31. března Hútíové ohlásili dobytí Hamat al-Hamra, Hamat al-Dhiyab, Dash al-Haqan a Idat al-Raa, čímž se přiblížili k Maribu ze západu. 3. dubna poblíž al-Kashab Hútíové postoupili 9 km k městu.
17. dubna po 48 hodinách bitvy Saúdská koalice dobyla pohoří Alam Mountain Range mezi Al-Mashjah a Al-Kasarah západně od Maribu. 23. dubna měly s leteckou podporou Saúdské Arábie vládní síly dobýt okres Rahbah. 25. dubna Hútíové postoupili na severovýchodě Kassary, čímž se dostali šest kilometrů k Maribu. 27. dubna vládní armáda odrazila masivní útok Hútíů na Marib. O den později Saúdská koalice dobyla zpět ztracené pozice v Al-Mashjah v okrese Sirwah. 25. května Hádího vláda oznámila zabití experta z Hizballáhu Mustafa Al-Gharawiho.

### Bitva o Marib: červen 2021 – současnost
21. června Hútíové sestřelili dva saúdské drony ScanEagle vyrobené v USA. 14. července vládní vojska dobyla okres Rahabah a část okresu Jabal Murad.14. srpna Hútíové sestřelili další ScanEagle. 
8. září Hútíové dobyli zpět okres Rahabah, 25. září probíhaly boje v okrese Abdiyan. 27. září Hútíové zničili další ScanEagle.
13. října Hútíové obsadili Waset, 17. října dobyli okresy Abdiya a Harib v Maribu a Usaylan, Bayhan a Ain ve Shabwah. 20. října probíhaly boje v okresech Juba a Harib na předměstí Maribu.
26. října Hútíové dobyli okres Al-Jubah a horu al-Kutf, čímž odřízli Marib od internetu. 27. října oznámili dobytí Jabal Murad, Hádího síly se odtud evakuovaly. 31. října Hútíové postoupili v Al-Jubah 28 km jižně od Maribu.
20. listopadu probíhaly boje v Sarwah, Hútíové se rozhodli zaútočit na Marib ze západu.
8. prosince padla východní polovina pohoří Al-Balaq Al-Sharqi do rukou Hútíů. 28. prosince provedli Hútíové několik útoků ve snaze dobýt Marib.
26. ledna dobyly Obří Brigády a další vládní síly okresy Usaylan, Bayhan, a Ain ve Shabwah a okres Harib v Maribu po dvou týdnech bojů. Následně pokračovaly v útoku proti okresu Juba. O tři dny později Hútiové oznámili sestřelení spojeneckého dronu ScanEagle, později úkázali fotku trosek.
30. března Saúdové oznámili že bylo uzavřeno příměří a probíhají jednání mezi Hútíi a sunnity.1. dubna Hans Grundberg oznámil dvouměsíční příměří začínající 2. dubnem. 18. dubna bylo příměří dodržováno s malým pohybem hútijských jednotek a útoky v Maribu.